# Schweizerische Kolonialbeziehungen
Die Schweizerischen Kolonialbeziehungen bestanden einerseits durch Schweizer Kaufleute, welche vom transatlantischen Kolonialismus profitierten, sich am Sklaven- und Rohstoffhandel beteiligten oder Plantagen unter dem Schutz der Kolonialmächte betrieben. Schweizer Söldner waren andererseits an der Eroberung und an der Herrschaftssicherung in verschiedenen Kolonien beteiligt, während Schweizer Forscher und Wissenschaftler an kolonialen Expeditionen teilgenommen hatten. Eine Publikation von 2012 sprach von einem «Kolonialismus ohne Kolonien».

## Wirtschaft

### Sklavenhandel

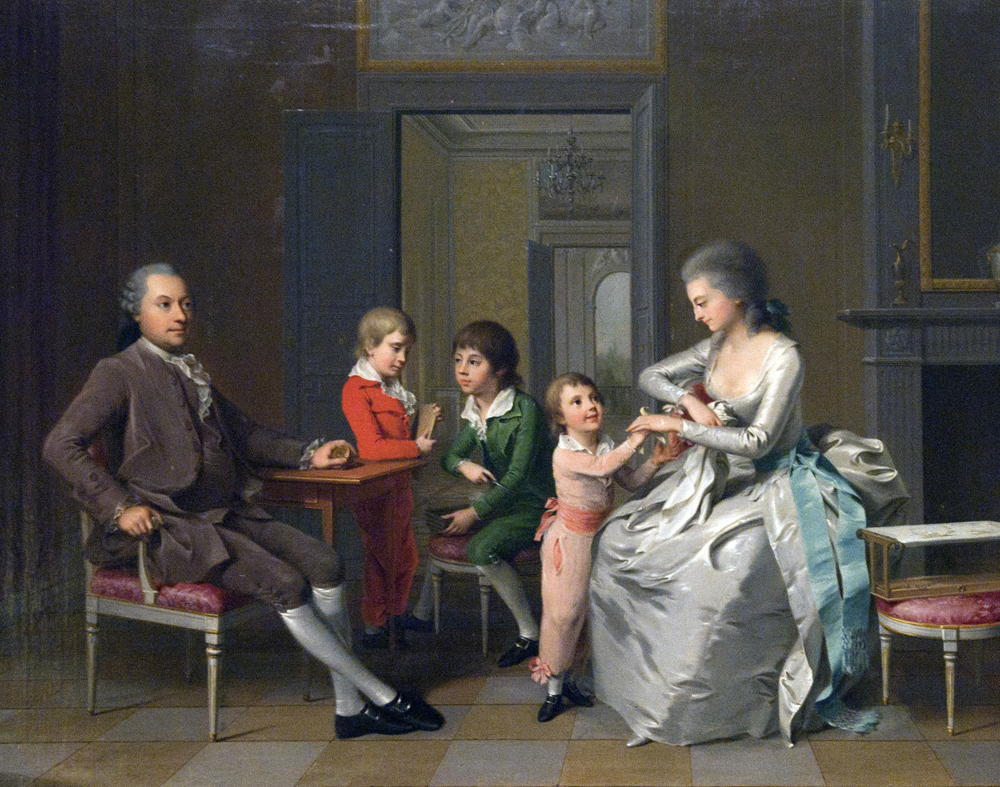
Jacques-Louis de Pourtalès und seine Familie um etwa 1784

Die Schweizer Beteiligung am Sklavenhandel begann relativ spät und dauerte etwa 50 Jahre. Es wird geschätzt, dass etwa 172'000 Sklaven «mit direkter und indirekter Schweizer Beteiligung» verschifft wurden, von insgesamt mehr als 12 Millionen.
Verschiedene Schweizer Handelsleute oder eingewanderte Hugenotten waren direkt oder indirekt am transatlantischen Sklavenhandel beteiligt, indem sie eigene Schiffe ausstatteten oder sich finanziell an Sklavenschiffen beteiligten. Die Schweizer Baumwollindustrie produzierte wie auch diejenige in den Niederlanden oder in Grossbritannien die bedruckten Stoffe («Indiennes»), welche Tauschgut im Sklavenhandel waren. Einige Kaufleute und Stoffproduzenten gründeten Filialen in Nantes, dem damals grössten Sklavenschiffhafen Frankreichs, oder liessen sich dort nieder, um ihre Geschäfte besser betreiben zu können. Zwischen 1773 und 1830 beteiligten sich Schweizer Kaufleute an rund hundert Expeditionen ausgehend von französischen Häfen, mit denen ca. 18 000 bis 25 000 Afrikaner und Afrikanerinnen nach den Amerikas deportiert wurden. Bezieht man auch europäische Schiffe von Gesellschaften mit finanzieller Schweizer Beteiligung ein, dann sind es geschätzt 172 000 verschiffte Sklaven. Nicht alle Händler und Kaufleute, die sich im transatlantischen Handel betätigten, waren erfolgreich, doch gehören einige der Familien, die grosse Gewinne erwirtschafteten, bis heute zur bürgerlichen Oberschicht in Genf, Neuenburg oder Basel. Wichtige Akteure im transatlantischen Sklaven- und Warenhandel waren u. a. in Basel Isaak Faesch und die Familie Burckhardt, in Neuenburg David de Pury, Auguste-Frédéric de Meuron und Jacques-Louis de Pourtalès.

### Sklavenbesitz
Einige Kaufleute besassen Plantagen, beispielsweise in der englischen Kolonie Grenada oder im holländischen Surinam (siehe schweizerisch-surinamische Beziehungen), die sie selbst vor Ort oder aus der Ferne durch angestellte Verwalter betreiben liessen. Der Anbau von Kaffee, Zucker, Baumwolle, Kakao, Reis u. a. geschah durch Sklaven, deren Widerstand gegebenenfalls mit brutaler Gewalt niedergeschlagen wurde. 1748 reisten auf Anfrage der Holländer zehn Basler Familien nach Surinam, um dort gemeinsam mit deutschen Auswanderern die Kolonie Oranjepad zu gründen. Ausser der bezahlten Reise wurden ihnen Land, Werkzeuge, Tiere und jeder Familie zehn Sklaven versprochen. Die Bedingungen vor Ort waren offenbar widriger als erwartet, schon 1751 existierte die Siedlung nicht mehr, nur 11 der 93 Eingewanderten waren noch am Leben.

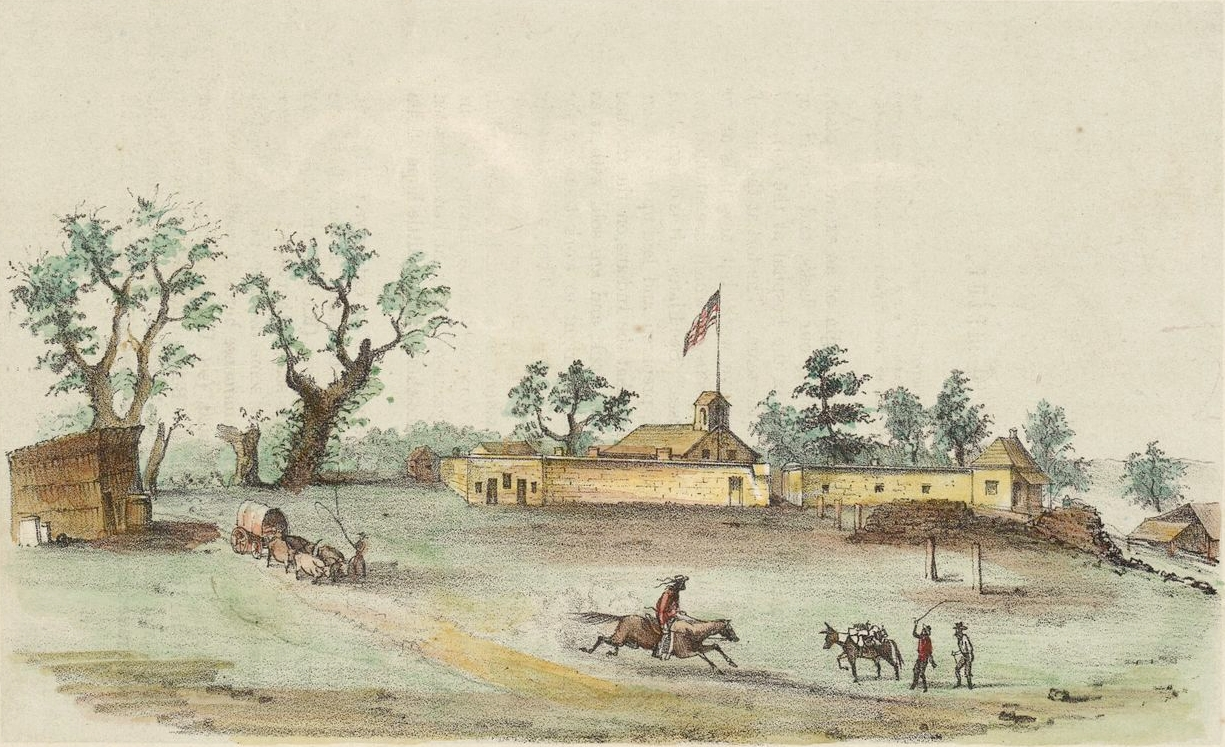
Gravur von Sutter’s Fort (Neu-Helvetien) im Jahr 1849

Kollektive Auswanderungen gab es auch nach Nordamerika und Brasilien, wo Sklavenhaltung ebenfalls noch gang und gäbe war. Zu den nordamerikanischen Auswanderern gehörte auch Johann August Sutter (1803–1880), Gründer der Kolonie Neu-Helvetien in Kalifornien und teils idealisiert. Tatsächlich war er ein erfolgloser und skrupelloser Geschäftsmann, welcher die indigenen Männer und Frauen in Kalifornien in ein System von Zwangsarbeit einband und mit indigenen Kindern handelte, um seine Schulden zu tilgen.
Diskussionen in der Schweiz über die Sklaverei in Übersee und die schwierige Situation der Halbpächter in Brasilien führten 1864 zu zwei parlamentarischen Vorstössen des Schaffhauser Nationalrats Wilhelm Joos mit dem Ziel, den Sklavenhandel von Schweizern zu bestrafen. Obwohl sich die europäischen Grossmächte schon am Wiener Kongress 1815 auf ein Verbot des Sklavenhandels geeinigt hatten, wurden beide Vorstösse vom Schweizerischen Bundesrat abgelehnt.

### Geografische Gesellschaften
Auch in der Schweiz entstanden ab 1858 mit der Genfer Geografischen Gesellschaft, der vierzehnten geografischen Gesellschaft weltweit, Vereinigungen, welche mehr oder weniger stark Handelsgeografie betrieben. Weitere solche private Vereine entstanden 1873 in Bern, 1878 in St. Gallen, 1881 in Herisau, 1884 in Aarau, 1885 in Neuenburg und 1897 in Zürich. Teils führten sie den Handel im Namen wie die Mittelschweizerische Geographisch-Commercielle Gesellschaft in Aarau oder die Geographisch-Commercielle Gesellschaft von St. Gallen. Dementsprechend lagen ihre wirtschaftlichen Schwerpunkte unterschiedlich; während die ältesten Vereine in Genf und Bern mehr der theoretisch-geographischen Wissensvermehrung zugeneigt waren, wurde dem Verein in St. Gallen «weitausgreifende und für den schweizerischen Export hochbedeutsame Thätigkeit» zugeschrieben. Die Gesellschaft habe «auch den nicht zu ihrem Rayon gehörenden Handelsfirmen der übrigen Schweiz bereitwillige Auskunft über die Verhältnisse ferner Länder ertheilt».
Mitglieder in diesen Vereinen waren Industrielle, Handelsleute und Bankiers. 1881 hatten sie eine gesamtschweizerische Dachorganisation, die Association des sociétés suisses de géographie, gegründet.

### Die Rolle der Basler Mission
Die Basler Historikerin Andrea Franc untersuchte in ihrer Dissertation 2008, ob schweizerische Privatunternehmen vom Kolonialismus anderer Staaten, zum Beispiel Grossbritanniens an der Goldküste, profitiert hätten. Zwar sei die Beziehung zwischen dem britischen Gouverneur und den schweizerischen Händlern nicht immer harmonisch gewesen, aber Franc kam zu dem Ergebnis, dass grundsätzlich ein Vorteil auf Seiten der Händler gegeben gewesen sei. So forderten viele von ihnen von der Kolonialregierung, gegen renitente Einheimische härter vorzugehen. Francs Fazit war: «Eine expansionistische Ideologie, wie sie hinter dem britischen Weltreich stand, lässt sich zwar nicht für den Schweizer Staat, sicher aber für die Basler Mission und auch für ihre Handelsgesellschaft ausmachen.» Zwar sei es vor 1914 nicht so sehr Imperialismus, sondern eher «wenig profilierter ökonomischer Expansionismus» oder «wirtschaftlicher Opportunismus» gewesen. Mit dem Beginn des Ersten Weltkriegs aber hätten Banken und Industrie auf eine Weise Expansionspolitik betrieben, die als Imperialismus im engeren Sinne zu sehen sei.
Die Basler Mission war auch in Kamerun vertreten. Bei der Beurteilung des Verhältnisses von Missionaren und deutscher Kolonialregierung ergibt sich kein einheitliches Bild. Die Historikerin Christine Christ-von Wedel erkannte zwar an, dass die Basler Mission 1901 gegen die «empörende Ausbeutung» der Bakwiri und die «unmenschlichen Landenteignungen» protestiert und damit für die Einheimischen im Konflikt mit den Plantageneigentümern etwas günstigere Bedingungen erreicht hatte. Aber die Missionare hätten das Recht der deutschen Kolonialmacht auf Enteignung nicht grundsätzlich in Frage gestellt, da sie von einer Zusammenarbeit mit dem korrupten Gouverneur abhängig waren.

## Schweizer Söldner und Zivilbeamte in kolonialen Diensten
Schweizer Söldner verdingten sich in verschiedenen Kolonialarmeen und halfen bei der Durchsetzung und Aufrechterhaltung der kolonialen Ordnung und der Niederschlagung von Aufständen:

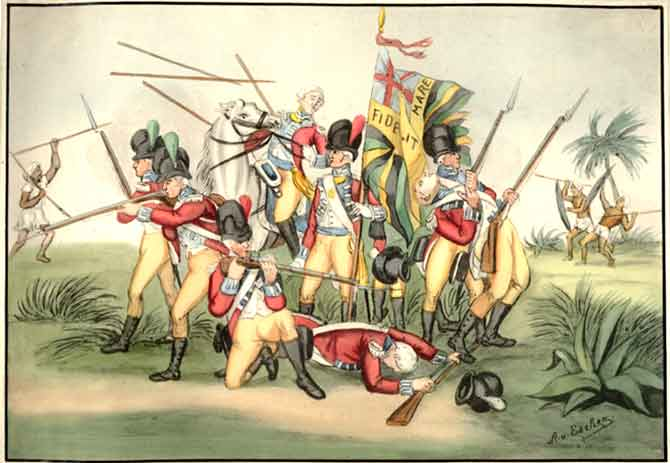
Regiment de Meuron in Indien im Jahr 1800.

Fünf Kompanien mit über fünfhundert Söldnern wurden in den 1750er Jahren vom Basler Lukas Schaub in der Schweiz und Deutschland für die British East India Company angeworben, um gegen die lokale indische Bevölkerung zu kämpfen. Louis-Henri Fourgeoud aus dem Kanton Waadt führte 1763 und 1773 militärische Strafaktionen gegen entlaufene Sklaven in den niederländischen Kolonien Berbice (heute Guyana) und Surinam an. Schweizer Truppen, sogenannte Halbbrigaden, dienten Napoleon 1802 im Feldzug nach Saint-Domingue im heutigen Haiti gegen die Ablösung der Kolonie von Frankreich und für die Wiedereinführung der Sklaverei. Zwischen 1848 und 1914 dienten rund 7680 Schweizer Söldner in der Niederländischen Ostindien-Kompanie und halfen bei der Aufrechterhaltung der kolonialen Ordnung, namentlich in Java und im Aceh-Krieg im Norden Sumatras, ein bekannter Name ist Louis Wyrsch.
1859 waren für Schweizer Söldnereinsätze verboten worden. Das galt jedoch bis 1927 nicht für die Fremdenlegion, da diese nicht als Söldnerheer galt, sondern als nationale Truppe.

### Schweizer im Kongo
Um das "grosse philanthropische und humanitäre Werk" Königs (Leopolds II.) («grande œuvre philanthropique et humanitaire [du] roi des Belges») zu unterstützen, formierte sich 1877 das Comité national suisse pour l’exploration et la civilisation de l’Afrique centrale. Hehres Ziel war die Errichtung von Krankenhäusern sowie wissenschaftlicher und friedensfördernder Stationen. Friedrich Müllhaupt und andere Mitglieder Geographischer Gesellschaften wollten diskutieren, ob die Schweiz selbst zentralafrikanische Stützpunkte erstellen sollte, entschieden sich aber  für das Mitgehen mit Leopold. Von 1879 bis 1894 erschien in Genf die Zeitschrift L’Afrique explorée et civilisée. Schweizer Banken finanzierten die Expansion des Königs mit einem Kredit von 150 Millionen Franken. 1889 schloss die Schweiz einen Freundschafts-, Niederlassungs- und Handelsvertrag mit dem Unabhängigen Kongostaat État indépendant du Congo (deutsch Kongo-Freistaat). Er regelte auch die Bedingungen, unter denen es Schweizer Bürgern erlaubt war, im Kongo an Bürgerwehren teilzunehmen. Insgesamt fünfzehn Schweizer dienten zu verschiedenen Zeiten zwischen 1896 und 1908 als Söldner im Kongo in der privaten Kolonialarmee Leopolds. Daneben gab es Zivilbeamte; aus La Chaux-de-Fonds sind 19 Zivilbeamte in der späteren Demokratischen Republik Kongo bekannt. Beispiele sind Marc-Edmond Dailledouce (1875–?) und Robert-André Steiger (1885–1971), ein späterer Angestellter von Maggi. Der Genfer Gustave Moynier hatte durch seine Schriften in Europa zur Anerkennung des Kongo durch die europäischen Kolonialmächte an der Kongokonferenz beigetragen.

### Französische Fremdenlegion
In der Französischen Fremdenlegion standen zwischen 1831 und 1962 vor allem Anfangs insgesamt etwa 15 000 bis 30 000 Schweizer im Dienste Frankreichs. Viele Ausländer, welche die Julirevolution von 1830 unterstützt hatten, kamen 1831 zur Fremdenlegion und kämpften unter dem Kommando von Christoph Anton Stoffel bei der weiteren Eroberung Algeriens 1831. Auch in Nord- und Westafrika und Formosa 1884 war die Fremdenlegion aktiv. Danach wurde die Legion beim Madagaskar-Aufstand 1947 und im Indochinakrieg ab 1946 eingesetzt.

## Missionierung

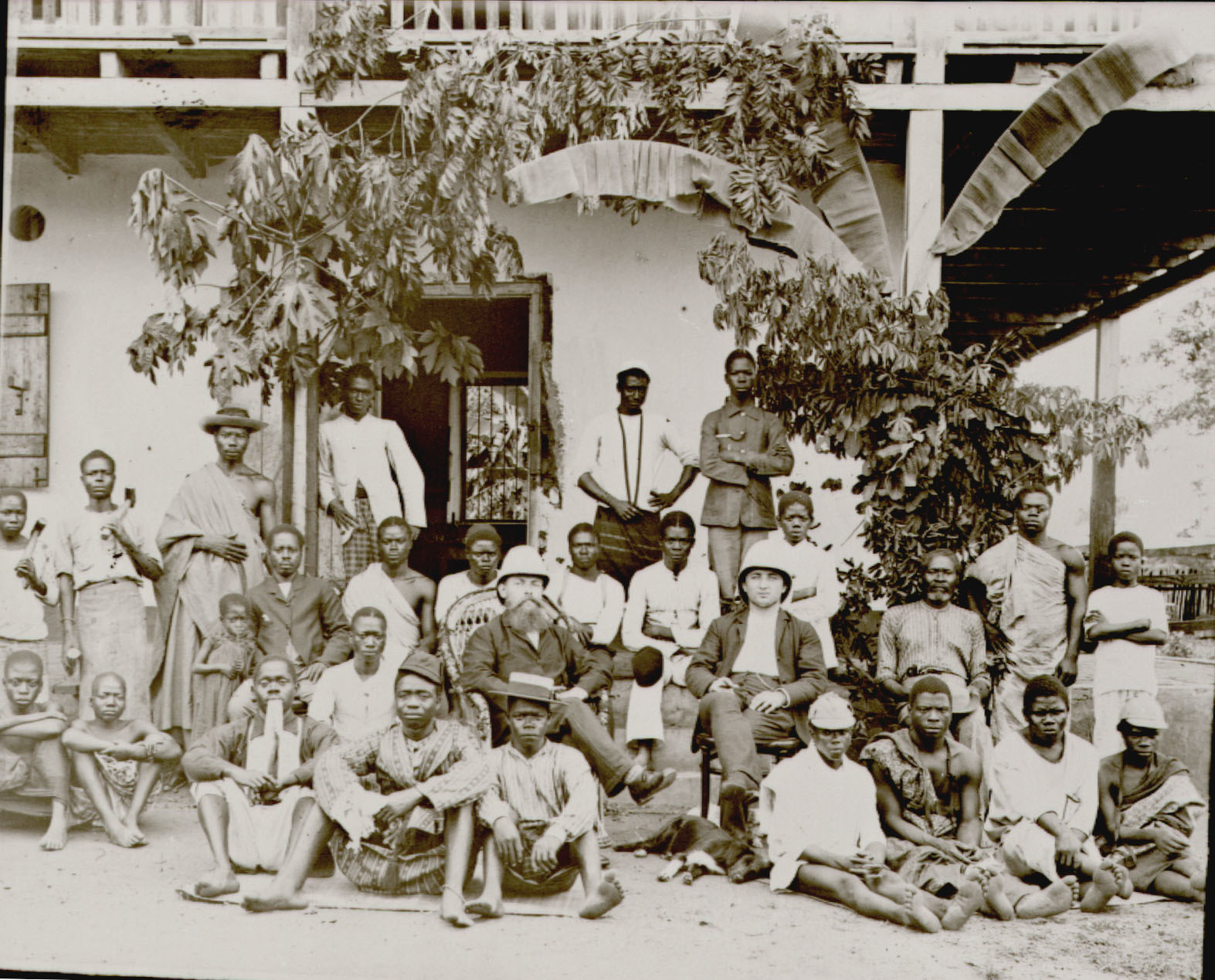
Basler Missionsschule in Ghana in den 1880er Jahren.

Die christliche Missionierung wurde von den Kolonialmächten gerne zur Rechtfertigung der Eroberungen genutzt. Die pietistisch geprägte Evangelische Missionsgesellschaft in Basel (Basler Mission) war unter anderem in Liberia, Goldküste (heute Ghana), Cameroun/Cameroons/Kamerun (heute Kamerun), Südindien, China und Niederländisch-Indien (heute Indonesien) tätig, um dort die christliche Lehre zu verbreiten. Sie trat bei ihrem Engagement in Goldküste ab 1827 ausdrücklich gegen den Sklavenhandel ein. In der Folge kam es zu Konflikten zwischen dem Mutterhaus in Basel und den lokalen Mitarbeitenden, die das System der Haussklaven als Form von traditionellen grossfamiliären Versorgungsstrukturen verteidigten. Das radikale Sklavenverbot führte daher zum Ausschluss vieler lokaler Katechisten, die sich weigerten, ihre Sklaven und Sklavinnen freizulassen.
Die Missionare, Missionsärzte, -lehrer und -kaufleute der Basler Mission sammelten bei ihren Aufenthalten grosse Mengen von kulturellen und religiösen Objekten, die sie kauften, eintauschten, sich schenken liessen oder sich von den neu Bekehrten als Beweis der Abkehr von ihrer nicht-christlichen Religion übergeben liessen. Die 10 000 Objekte dieser Sammlung wurden 1981 als Dauerleihgabe ans Museum der Kulturen Basel gegeben und bilden einen Grundstock des dortigen Bestands. Um die Zerstörung und Verbrennung «heidnischer» Objekte durch die Missionare vor Ort zu verhindern, gab die Basler Mission 1911 für ihre Missionare in «Deutsch-Kamerun» eine Anleitung zum systematischen Sammeln, Forschen und Berichten heraus.

## Forschung und Wissenschaft
Verschiedene Schweizer Forscher und Wissenschaftler schufen mit ihren geographischen, botanischen und ethnologischen Arbeiten Grundlagen für weitere Kolonisierungen und die Verfestigung rassifizierter Vorstellungen von der Unterlegenheit der Kolonisierten, welche auch umfassend in die Alltagskultur einflossen. Von ihren Reisen brachten sie zahlreiche ethnographische, botanische oder zoologische Objekte mit, die heute in verschiedenen Schweizer Museen zu betrachten sind.

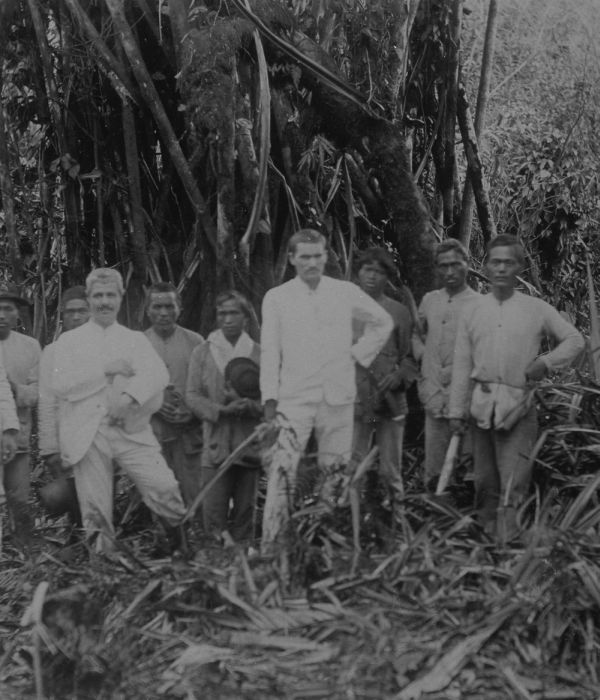
Fritz und Paul Benedict Sarasin während ihrer Expedition nach Celebes.

Die Sammlung des Neuenburger Edouard Desor (1811–1872) von seiner Nordafrika-Expedition im Winter 1863/64 förderte die Entstehung der Neuenburger Museen. Der Basler Carl Passavant (1855–1887) bereiste 1883/84 Kamerun und brachte von dort verschiedene Objekte für die Basler Museen mit. Der Zürcher Botaniker Hans Schinz (1858–1941) schrieb 1892 ein Grundlagenwerk über die deutsche Kolonie «Deutsch-Südwestafrika» (heute Namibia), wirkte danach als Professor an der Universität Zürich und war später Direktor des Botanischen Gartens Zürich sowie Begründer des botanischen Museums. Albert Monard (1886–1952) aus La Chaux-de-Fonds erlangte ab 1932 die Sammlungsgüter des heutigen Muzoo hauptsächlich in portugiesischen Kolonien, den heutigen Staaten Angola und Guinea-Bissau. Der Berner Kaufmann Ernst Barth verkaufte und vermachte dem Berner Museum wertvolle ethnologische Gegenstände, die er von seinen Reisen in Westafrika (unter anderem zur Abwicklung von Waffengeschäften) mitbrachte. Die Sammlungen der Basler Vettern Fritz und Paul Sarasin von ihren Reisen in den 1890er Jahren in die niederländischen Kolonien Ceylon (heute Sri Lanka) und Celebes (heute Sulawesi) flossen ins Naturhistorische Museum in Basel ein, ihre Forschungen prägten die Schweizer und europäischen Debatten über den kolonialen Süden. Aus Benin waren 2025 rund 100 Objekte in Schweizer Museen zu finden, wobei rund die Hälfte davon aus einem britischen Raubzug im Beninischen Königspalast 1897 stammt. Diskussionen zum Umgang mit diesen Sammlungen und zu Fragen der Restitution werden in vielen Schweizer Museen geführt.
Reiseberichte und Anschauungsmaterial aus den Kolonien legten wichtige Grundsteine für eine pseudowissenschaftliche «Rassenforschung», welche die naturgegebene Unterlegenheit der Kolonisierten belegen und ihre Versklavung rechtfertigen sollte. Wichtige Exponenten dieser Rassentheorien mit internationaler Ausstrahlung waren u. a. der Pfarrer Johann Caspar Lavater (1741–1801) aus Zürich, der Staatsrechtler Carl Ludwig von Haller (1768–1854) aus Bern, der Naturwissenschaftler Louis Agassiz (1807–1873) aus Fribourg, der Naturwissenschaftler und Rektor der Genfer Universität Carl Vogt (1817–1895), der Naturforscher Henri de Saussure (1829–1905) aus Genf und der Psychiater und Hirnforscher Auguste Forel (1848–1931) aus der Waadt.

## Die Haltung der offiziellen Schweiz

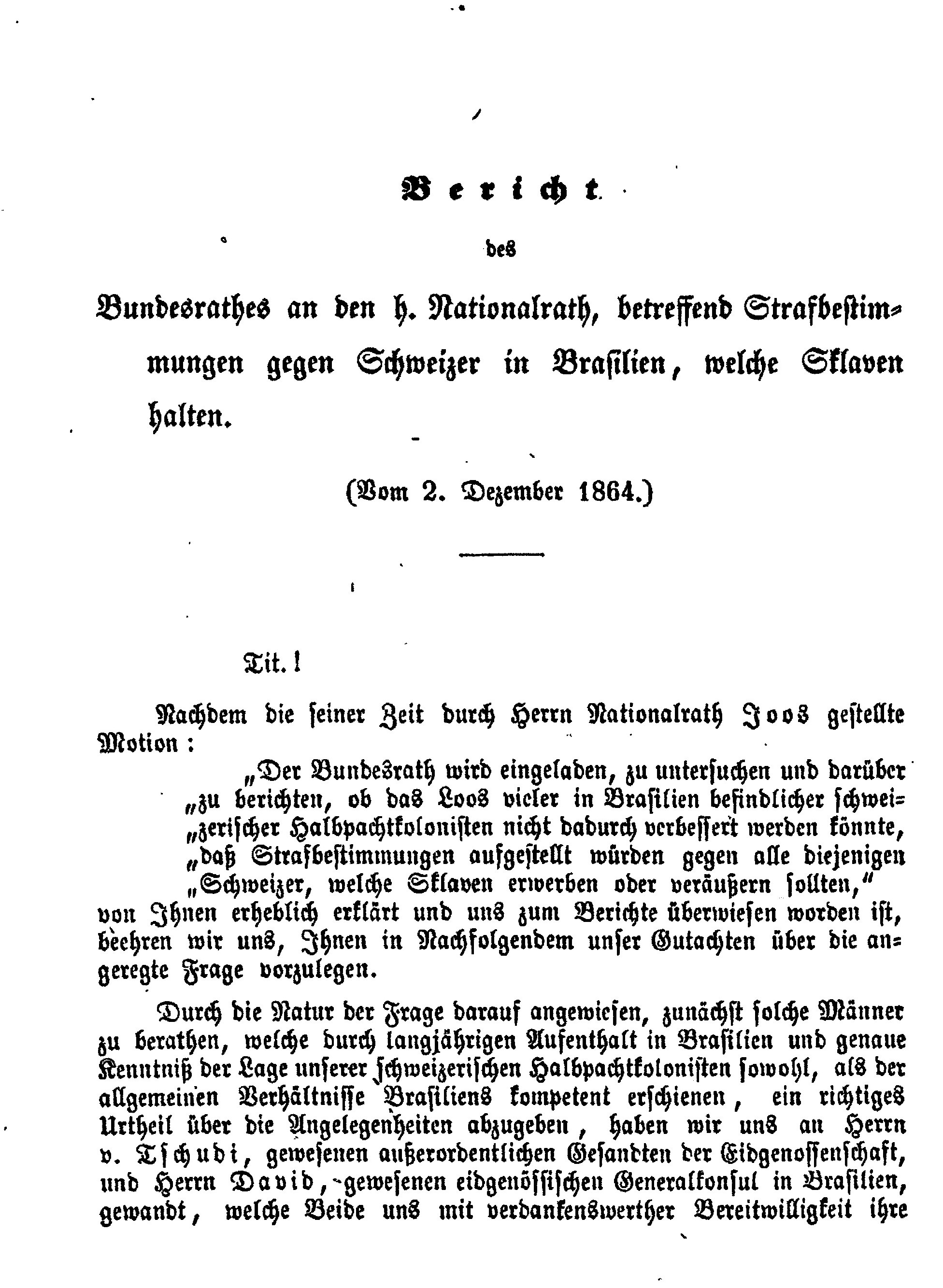
Erste Seite des Berichts des Bundesrates über die Sklaverei (2. Dezember 1864).

Das Staatsverständnis und der schwache Staat des 19. Jahrhunderts kümmerte sich laut Georg Kreis –«verständlicherweise» - nicht um private Wirtschaftsaktivitäten. Schweizer Gemeinden versuchten, die Armutsproblematik im eigenen Land zu "exportieren", so Kreis. Es gab darum neben der freiwilligen Auswanderung auch – kantonal sehr unterschiedlich – teils unfreiwillig von Behörden erzwungene Auswanderung. In den Hungerjahren 1817/18 hatte es sogar Bestrebungen gegeben, in den USA Land zu kaufen, um einen dreiundzwanzigsten Schweizer Kanton zu errichten.
Berichte über die elenden Lebensbedingungen von Schweizer Ausgewanderten in Brasilien und ihr Aufstand von Ibicaba von 1856 führten dazu, dass die Eidgenossenschaft 1860 den Forscher und Südamerikakenner Johann Jakob von Tschudi (1818–1889) als Sondergesandten vor Ort schickte, um die Lage der Siedlerinnen und Siedler zu analysieren. Angesichts der Beschränkungen des internationalen Sklavenhandels hatten die brasilianischen Gutsbesitzer als Alternative zur Sklavenarbeit das sogenannte parceria-System (Halbpacht-System) eingeführt, mit dem anstelle der Sklaven die eingewanderten Siedler ausgebeutet wurden.
1863 und 1864 verlangte der Schaffhauser Nationalrat Wilhelm Joos, dass der Kauf und Verkauf von Sklaven unter Strafe zu stellen sei. Auf der Grundlage von Tschudis Bericht kam der Bundesrat (die Schweizer Regierung) zum Schluss, dass Sklaven «zweckmässig» und der Verzicht auf Sklaven für die Besitzer nicht zumutbar sei.
In der Frage der amerikanischen Sezessionskriege (1861–1865) war die Schweiz gespalten. Es gab starke Sympathien für Abraham Lincoln und die Nordstaaten, doch verteidigten katholisch-konservative und wirtschaftsliberale Kreise die Sklaverei und unterstützten die amerikanischen Südstaaten.
Im Schweizer Selbstverständnis des 20. und 21. Jahrhundert werde Kolonialismus laut Patricia Purtschert „im Aussen“ verortet; «Kolonial waren die Anderen». Die Autorin verwendete dafür den von Stuart Hall geprägten Begriff «koloniale Amnesie». 2003 beantwortete der Bundesrat eine Anfrage von Pia Hollenstein betreffend Wiedergutmachung und Entschädigung dahingehend, dass diese Fragen international behandelt werden müssten; die Schweiz versuche eine vermittelnde Rolle einzunehmen. Parlamentarier forderten vom Bundesrat, weitere Forschung zu unterstützen und Ideen zur Entschädigungsfrage zu entwickeln. 2014 schrieb der Bundesrat, er bedauere „zutiefst die damalige Beteiligung schweizerischer Bürger, Unternehmen und Organisationen am Sklavenhandel“.
Dagegen wird in Detailstudien diskutiert, inwiefern der Schweizer Wohlstand und die Entstehung von Schweizer Schlüsselindustrien (zum Beispiel Schokolade, Pharmazeutische Industrie, Bankensektor, Rohstoffhandel) mit der kolonialen Verstrickung der Schweiz verknüpft sind. Einzelne Kantone und Gemeinden gingen einen Schritt weiter und liessen Berichte zur Verstrickung in den transatlantischen Sklavenhandel und zur Rolle wichtiger lokaler Vertreter erstellen, zum Beispiel Zürich und Neuchâtel.
2024 eröffneten zahlreiche Ausstellungen, die sich mit unterschiedlichen Aspekten der Kolonialgeschichte der Schweiz befassten. Das Schweizerische Nationalmuseum zeigte vom 13. September 2024 bis 19. Januar 2025 im Landesmuseum Zürich mit der Ausstellung «Kolonial – Globale Verflechtungen der Schweiz» erstmals einen umfassenden Überblick über die koloniale Verflechtungsgeschichte der Schweiz.